# Adema
Adema — американская рок-группа из Бейкерсфилда (Калифорния). Группа образовалась в 2000 году, в составе которой вокалист Марк Чавес, соло-гитарист Тим Флаки, ритм-гитарист Майк Рэнсом, басист Дэйв Деру и барабанщик Крис Колс.

## История

### Формирование
Adema была сформирована в 2000 с Марком Чавезом на вокале, Тимом Флаки и Майком Рэнсомом на гитарах, Дэйвом ДеРу на бас-гитаре и Крисом Колсом на ударных. Со времён первого альбома группа прошла через несколько изменений в составе и музыкальном стиле.
Adema получила своё название в честь медицинского термина «oedema», разновидности отёка тканей. Как рассказал Колс: «Один друг группы в то время работал в морге и однажды ночью упомянул этот термин. Мы подумали, что это будет круто звучать и использовали в качестве названия группы, немного изменив написание.»
Поиски лейбла привели к подписанию контракта с Arista Records. Контракт стал своего рода тестом для нового президента лейбла Антонио Рейда, решившего попробовать работать с коллективами, не относящимися к R&B. Затем музыканты изолировали себя в небольшом коттедже и приступили к сочинению материала для дебютного альбома.

### Adema и первый успех
Одноимённый альбом группы, Adema, вышел в августе 2001 с определённым
успехом. Два основных сингла с альбома, «Giving In» и «The Way You Like It», получили значительную ротацию на рок-радио. Все тексты для песен были написаны Чавезом, продюсировали альбом Билл Эплберри (7th House) и Тоби Миллер (гитарист Wallflowers). Альбому был присвоен статус золотого и группа получила место на основной сцене турне Ozzfest. Затем музыканты сыграли в турах Music as a Weapon, SnoCore Rock, и Projekt Revolution.
В 2002, Adema выпустили EP Insomniac’s Dream, как «подарок поклонникам». Сингл с альбома, «Immortal», был написан для видеоигры Mortal Kombat: Deadly Alliance. Помимо самого сингла, на диске был размещен трек с международной версии альбома, трибьют Alice in Chains и четыре ремикса на песни с Adema.

### Unstable и беспорядки
Второй альбом Adema, получивший название Unstable, вышел в августе 2003 на Arista. Альбом продюсировал Говард Бенсон, также работавший с P.O.D., Hoobastank и Cold.
Музыканты Adema изо всех сил боролись с ярлыком «нью-метал», повешенным на группу, предпочитая классифицировать свою музыку как традиционный рок. Хотя Unstable не значительно отличался по звуку от предыдущего альбома, Чавез сравнил его звучание с сырым звуком Nirvana, а басист ДеРу выразил надежду, что усилившийся голос Чавеза (результат уроков вокала) позволит добиться более мейнстримового звучания. «Мы не считаем себя нью-метал-группой», сказал барабанщик Колс. «Нас уже тошнит от этого слова. РОК — настолько широкое понятие, что нет нужды себя классифицировать.» Группа окончательно сняла с себя ярлык «нью-метал» после того, как они распрощались с «нью-метал певцом», Чавезом.
Причина назвать альбом «Unstable» (с англ. — «Нестабильный») была весомой: между Чавезом и гитаристом Рэнсомом возникло ожесточённое соперничество, которое закончилось тем, что сначала Рэнсом, а потом Чавез покинули группу. Оставшаяся часть группы обвинила Чавеза в эгоизме и личных проблемах, которые тормозили развитие группы. Вражда с Рэнсомом поместила оставшихся музыкантов между двух огней. Несмотря на то что ДеРу воздержался от комментариев, конкретно касающихся возникших проблем, он намекнул, что Чавез был пойман на употреблении наркотиков.
В течение 2003, когда группа выпустила Unstable и отправилась в турне, Чавез и Рэнсом не разговаривали друг с другом. По словам остальных музыкантов раскол не стал сюрпризом. Рэнсом покинул группу в сентябре, оставив остальных четырёх музыкантов заканчивать тур.
Из-за этого конфликта Unstable продался на 66 % хуже дебютного альбома группы. В декабре музыканты узнали, что Arista разрывает контракт с ними из-за слияния лейблов. Большое количество сотрудников Arista было уволено во время сокращения кадров, устроенного Sony, родительской компанией лейбла. L.A. Reid, которые изначально подписали контракт с группой, покинули лейбл неделей раньше. Группа обвинила разрыв с лейблом в низких продажах Unstable.
Adema продолжили писать, но в феврале 2004, Чавез начал терять интерес. В сентябре он официально покинул группу. В то время как оставшиеся трое музыкантов поддерживали достаточно дружеские отношения с Рэнсомом, их отношение к Чавезу стало открыто враждебным.
Причиной разрыва с Adema Чавез назвал свои «личные проблемы». Но также он заявил, что «для танго нужны двое» и что его решение об уходе стало результатом спора с ударником Колсом о направлении дальнейшего развития группы. Adema отказалась признавать слова Чавеза, обвинив в разрыве незаинтересованность Чавеза в группе. После ухода из Adema Чавез сформировал группу Midnight Panic с Майком Монтана, входившим в ранний состав Adema. Midnight Panic выпустили одноимённый EP Midnight Panic, а затем распались.

### Planets с Люком Карацциоли
Оставшиеся три участника группы приступили к написанию новых песен и поискам нового вокалиста. Когда Колс услышал демозапись Rewind Yesterday, другой группы из Бейкерсфилда, он был впечатлен вокалистом группы, Люком Карацциоли. Adema предложили Карацциоли присоединиться к ним. Несколько месяцев спустя, в январе 2005, Карацциоли согласился.
Весной 2004 Adema подписали контракт с метал-лейблом Earache Records, после того как менеджер лейбла услышал их на концерте. С новым лейблом группа получила больше контроля над своим музыкальным стилем, по сравнению с Arista. Adema одобрительно отозвались об практике Earache позволять группам «творчески выражать себя».
Годом позже, в апреле 2005, группа выпустила свой следующий альбом, Planets, спродюсированный Ником Форцилло. В марте вышел первый сингл с альбома, «Tornado».
В музыкальном плане Planets значительно отличался от двух предыдущих альбомов; альбом был намного ближе к року, по сравнению с нью-метал альбомами Adema. Колс сказал в интервью, что группа черпала вдохновение из классических рок-групп, таких как Led Zeppelin, The Doors и ранних альбомов Metallica и что группа доказала, что является больше чем очередная нью-метал-группа. Написание материала для альбома было распределено на всех четверых участников группы.
Будучи бывшим морским пехотинцем, Карацциоли сыграл свой первый концерт с Adema в апреле 2005 в Персидском заливе. Музыканты выступили перед американскими пехотинцами, расположенными в Ираке, Афганистане, Кувейте и Объединённых Арабских Эмиратах. Несмотря на то что война в Ираке была в самом разгаре, музыканты подчеркнули, что этот тур не касался политики. Затем Adema провела тур в поддержку вышедшего альбома совместно с Brides of Destruction, группой в которой ранее недолго играл Колс. Несмотря на гордость изменениями, произошедшими с группой, музыканты отметили, что на их концертах публика представляет собой смесь поклонников «старой» и «новой» Adema.
В сентябре вышел второй сингл с альбома, «Planets». Этот сингл вошёл в триллер «Волк-одиночка» (англ. Cry Wolf).
В октябре 2005 Люк Карацциоли покидает группу по личным причинам. После ухода Люка музыканты связались с Марком Чавезом и, как утверждают в группе, они сейчас находятся в настолько хороших отношениях, что даже говорили о возвращении Чавеза в Adema и сочинили вместе несколько песен, но дальнейшее развитие событий в этом направлении пока неизвестно.

### Kill the Headlights с Бобби Ривзом и творческий отпуск
В марте 2006, Adema объявила имя нового вокалиста группы, им стал Бобби Ривз, бывший участник группы LEVEL. В августе, к группе присоединяется ещё один музыкант LEVEL, гитарист Эд Фарис. В феврале 2007, в обновлённом составе, Adema подписывает контракт с Immortal Records.
В августе 2007 выходит альбом Kill the Headlights, спродюсированный Маршаллом Альтманом (Марк Броссард, Zebrahead). Первый сингл с альбома, «Cold and Jaded», вышел в июле.
В начале 2008, Дэйв ДеРу сообщил, что группа решила взять творческий отпуск, чтобы передохнуть и навести порядок с составом.

### Возвращение Марка Чавеза и очередные смены в составе
13 августа 2009 года Марк Чавез объявил о своем возвращении в группу в качестве вокалиста. Позднее было официально подтверждено возвращение Марка Чавеза, а также Майка Рэнсома в группу. Однако, в следующем, 2010 году, Майк Рэнсом ушёл из группы, а вскоре после этого, перед началом концертного тура 2011 года и Марк Чавез тоже покинул группу вновь. Тим Флаки и Дэйв ДеРу в дальнейшем взяли на себя обязанности вокалистов группы. Место Майка Рэнсома занял сессионный гитарист Марк ДеЛеон. 19 июля 2011 года группа начала записывать новый альбом, который планируется выпустить летом 2012 года. Однако лишь в 2013 вышла EP "Topple The Giants", куда вошли 3 новые композиции и 4 старые, перезаписанные и перепетые Тимом Флаки. Позже в группу вернулся второй гитарист Майк Рэнсом.
26 Марта 2017 года в сети появилось видео с репетиции группы с Марком Чавезом на вокале. В описании было указано, что Adema готовится к большому шоу 24 Мая.
2019  году вокалист Марк Чавез вновь покидает группу по непонятным причинам.

## Состав

### Текущие участники
- Дэйв ДеРу — бас-гитара, вокал (2000 — настоящее)
- Тим Флаки — гитара, вокал (2000—настоящее)
- Майк Рэнсом — гитара (2000—2003, 2009—2010, 2013—настоящее)
- Крис Колс — ударные (2000—настоящее)

### Бывшие участники
- Марк ДеЛеон — гитара, бэк-вокал (2011—2013)
- Бобби Ривз — вокал (2006—2009)
- Эд Фарис — гитара, синтезатор (2006—2009)
- Люк Карацциоли — вокал (2005)
- Марк Чавез — вокал (2000—2004, 2009—2011, 2017—2019)
- Райан Шак — вокал (2019 — 2024)

### До первого альбома и договора с лейблом
- Майк Монтано — бас-гитара (1998—1999)
- Цезарео Гарсия — ударные (1998)
- Эрик Джексон — гитара (1998)

### Временная шкала
Существует слух, что Монтано, Гарсия и Джексон ушли из группы до выхода первого альбома и заключения договора с лейблом, хотя оригинальные участники Adema (Колс, ДеРу, Флаки) сказали, что группа существует 8 лет (подразумевая, что группа была сформирована в 2000). Монтано, Гарсия и Джексон не появлялись ни на одной из записей группы и не рассматриваются в качестве оригинальных участников группы большинством фанатов из-за отсутствия доказательств и утверждения ДеРу, что группа была сформирована в 2000. Монтано и Джексон были упомянуты в качестве авторов песни «Skin» на альбоме Adema.

## Дискография

### Студийные альбомы и EP
| Дата выхода (США) | Альбом                 | Лейбл                  | Billboard 200 | Тираж               |
| ----------------- | ---------------------- | ---------------------- | ------------- | ------------------- |
| 21 августа 2001   | Adema                  | Arista Records         | #27           | 671,763 1 (Золотой) |
| 22 октября 2002   | Insomniac's Dream (EP) | Arista Records         | Н/Д           | 54,788 1            |
| 12 августа 2003   | Unstable               | Arista Records         | #43           | 200,000+ ²          |
| 5 апреля 2005     | Planets                | Earache Records        | #152          | 6,000+ ³            |
| 21 августа 2007   | Kill the Headlights    | Immortal Records       | Н/Д           | 2,000+ 4            |
| 2013              | Topple The Giants      | Pavement Entertainment |               |                     |

1на основании данных Nielsen SoundScan от сентября 2004.
²на основании официальной биографии Adema на Purevolume.
³на основании данных Nielsen SoundScan от 12 апреля 2005 (учитывалась только первая неделя продаж).
В соответствии с официальным сайтом Rewind Yesterday было продано 6,000 копий   (недоступная ссылка с 10-08-2013 [4358 дней] — история, копия)
4на основании данных Nielsen SoundScan от 26 августа 2007 (учитывалась только первая неделя продаж).

### Синглы
1на сингл выходило видео